# سيدني غودمان
سيدني غودمان (بالإنجليزية: Sidney Goodman)‏ هو رسام أمريكي، ولد في 19 يناير 1936 في فيلادلفيا في الولايات المتحدة، وتوفي في 2013.